# Ligne de Berlin à Wriezen
La ligne de Berlin à Wriezen (en allemand : Bahnstrecke Berlin-Wriezen ou Wriezener Bahn) est une ligne ferroviaire radiale de la capitale allemande mise en service en 1898. Commençant à la gare de Berlin-Lichtenberg en direction du nord-est, elle rejoint Wriezen dans l'Oderbruch en passant par Ahrensfelde et Werneuchen sur une distance totale de 61,2 km. 
Le terminus des trains de voyageurs à Berlin de 1903 à 1949 était la gare de Wriezen. Avant la guerre, la ligne avait une correspondance avec la voie ferroviaire de 34 km jusqu'à Godków (Jädickendorf en allemand) près de Chojna (Königsberg) au-délà de l'Oder dans la Nouvelle-Marche ce qui est désormais la Pologne. Aujourd'hui la section polonaise de la ligne entre Godków et Siekierki à la frontière allemande est une section de la ligne de Stargard à Siekierki abandonnée depuis 1999. 
Du côté allemand, la ligne est utilisée seulement entre Berlin et Werneuchen depuis 2006.